# William Enfield

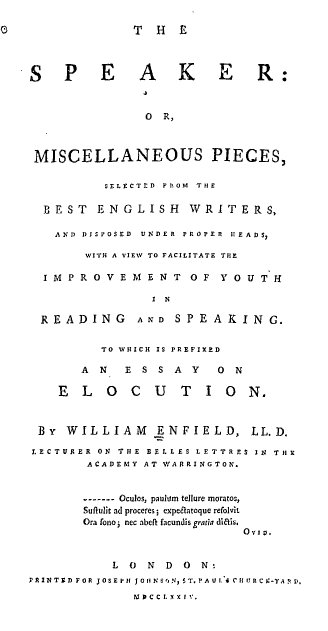
Portada de The Speaker

William Enfield (29 de març de 1741 – 3 de novembre de 1797) va ser un clergue Unitarià que publicà el llibre molt venut titulat The Speaker (1774).

## Biografia
Enfield nasqué a Sudbury, Suffolk. El 1758, ingressà a la Daventry Academy on tingué com a professor a William Hextal. El 1763 esdevingué sacerdot anglicà i exercía a Benn's Garden Chapel a Liverpool. El 1770 es traslladà a Warrington per a ser sacerdot a la Cairo Street Chapel i un tutor de retòrica i idiomes moderns a la Warrington Academy. Hi romangué fins 1785, quan passà a l'Octagon Chapel, Norwich.
A Norwich Enfield fundà l'Speculative Society, que incloïa els anglicans, els clergues no conformistes i metges.
Enfield morí el 3 de novembre de 1797.

## Obres
Malgrat ser un Unitarià, Enfield encara respectava l'Església Anglicana Establerta i donava suport al seu govern. Quan l'Unitarià Joseph Priestley atacà aquestes institucions, Enfield publicà Remarks on Several Late Publications in a Letter to Dr. Priestley (1770).
També va contribuir al Monthly Magazine, Dedicat a Priestley va escriure: Institutes of Natural Philosophy, Theoretical and Experimental (1783).
Tanmateix el seu llibre amb més èxit va ser The Speaker (1774), una antologia d'extractes literaris que intentava ensenyar l'elocution. En va publicar una seqüela, Exercises in Elocution el 1780. L'Speaker d'Enfield es va reeditar diverses vegades i va inspirar antologies com The Female Speaker de 
Mary Wollstonecraft